# Passiflora riparia
Passiflora riparia är en passionsblomsväxtart som beskrevs av Carl Friedrich Philipp von Martius och Maxwell Tylden Masters. Passiflora riparia ingår i släktet passionsblommor, och familjen passionsblomsväxter. Inga underarter finns listade i Catalogue of Life.